# Autol
Autol ist ein Ort und eine nordspanische Gemeinde (municipio) mit 4.875 Einwohnern (Stand: 2024) im Osten der Autonomen Gemeinschaft La Rioja.

## Lage und Klima
Die Kleinstadt Autol liegt auf dem Nordufer des Río Cidacos ca. 13 km (Fahrtstrecke) südlich von Calahorra in einer Höhe von ca. 460 m; die Provinzhauptstadt Logroño ist ca. 55 km in nordwestlicher Richtung entfernt. Das Klima ist gemäßigt bis warm; Regen (ca. 525 mm/Jahr) fällt übers Jahr verteilt.

## Bevölkerungsentwicklung
| Jahr      | 1857  | 1900  | 1950  | 2000  | 2017  |
| Einwohner | 2.616 | 2.856 | 3.456 | 3.668 | 4.507 |

Infolge der Landflucht als Folge der Mechanisierung der Landwirtschaft ist die Zahl der städtischen Einwohner seit Beginn des 20. Jahrhunderts deutlich angestiegen.

## Wirtschaft
Umland und Ort waren und sind in hohem Maße landwirtschaftlich geprägt, wobei heute vor allem der Weinbau und die Pilzzucht von Bedeutung sind. Im Ort selbst gibt es eine Weinkellerei (bodega) und eine Konservenfabrik für Obst.

## Geschichte
Das Gebiet entlang des Río Cidacos wurde schon in prähistorischer und keltiberischer Zeit von Menschen aufgesucht; in römischer Zeit führte eine von Calahorra (Calagurris Julia) ausgehende Straße ins Hinterland. Im 8. Jahrhundert drangen arabisch-maurische Heere bis in die Region vor; im Jahr 843 kam es auf dem Gemeindegebiet zur „Schlacht von Tseima“, bei der sich die Heere des mit den Christen verbündeten Statthalters von Saragossa einerseits und die des cordobeser Emirs Abd ar-Rahman II. andererseits bekämpften. Die erste Erwähnung des Ortsnamens Abtole stammt aus dem Jahr 939; im selben Jahr wurde die Gegend im Rahmen der Reconquista vorübergehend wieder christlich. Autol gehörte nacheinander zum Königreich Navarra (um 1076), zur Grafschaft Kastilien (um 1115) und zum Königreich Aragón (um 1134); seit 1176 gehörte es endgültig zu Kastilien, blieb aber noch längere Zeit umstritten.

## Sehenswürdigkeiten

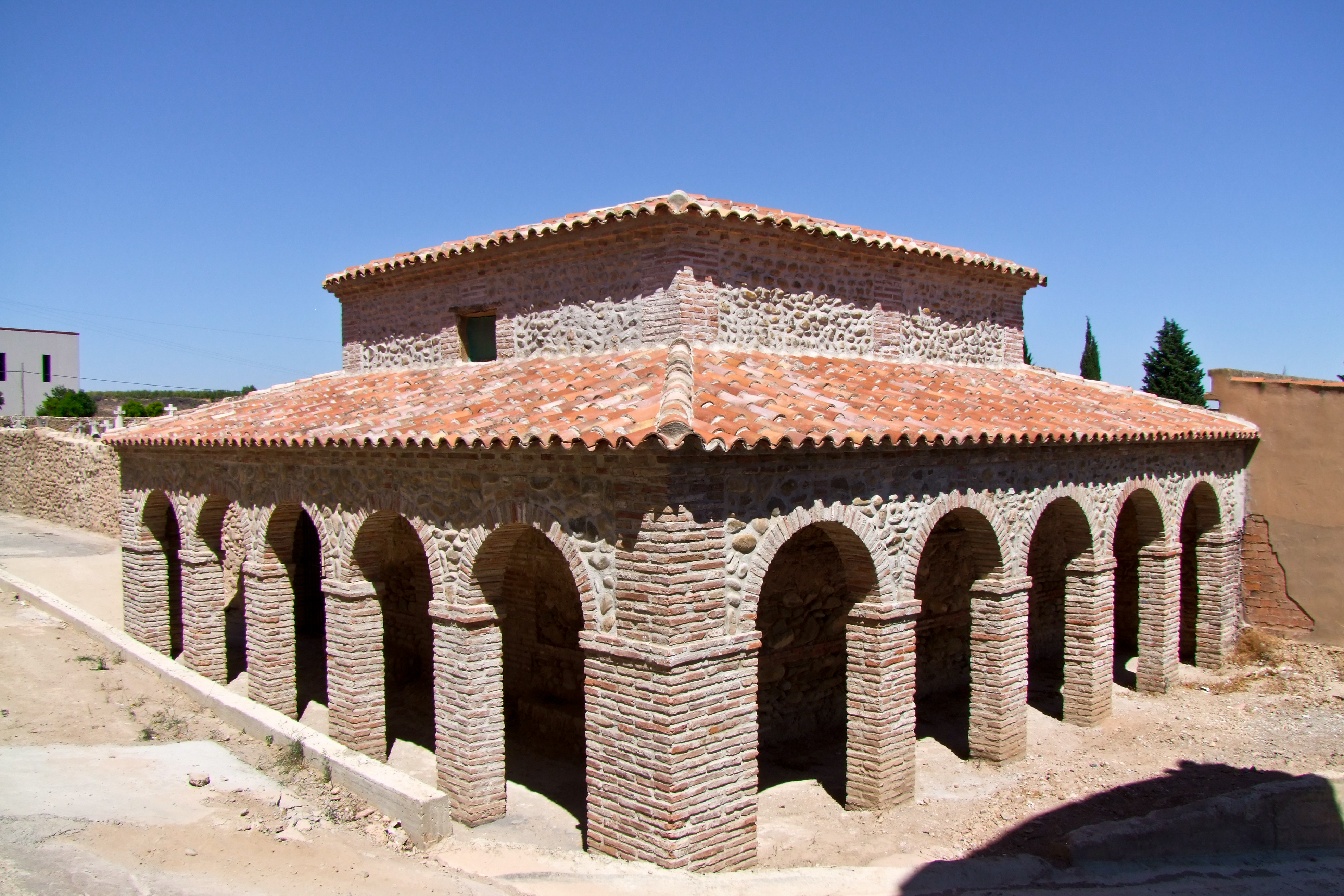
Ermita del Angel

- Sehenswert sind vor allem die stark erodierten Felsen in der Umgebung des Ortes.
- Einer wird von einer Burgruine (castillo) bekrönt.
- Die Iglesia de San Adrián y de Santa Natalia entstand im 16. Jahrhundert; sie beherbergt eine Muttergottesstatue des 13. Jahrhunderts aus dem ehemaligen Zisterzienserkloster Santa Marín de Yerga.

Umgebung
- Die quadratisch angelegte und von Arkaden umgebene Ermita del Angel stammt aus dem 18. Jahrhundert und steht knapp 2 km nördlich des Ortes.
- Von der ehemaligen Zisterzienserabtei Santa Marín de Yerga sind nur noch Ruinen erhalten.

## Persönlichkeiten
- Abilio Martínez Varea (* 1964), Bischof von Ciudad Real